# Орду
Орду (тур. Ordu) је град у Турској у вилајету Орду. Према процени из 2009. у граду је живело 130.555 становника.

## Становништво
Према процени, у граду је 2009. живело 130.555 становника.
| 1990.   | 2000.   |
| ------- | ------- |
| 102.107 | 112.525 |